# Margot Eskens
Margot Eskens (sinh ngày 12 tháng 8 năm 1939 - mất ngày 4 tháng 8 năm 2022) là một ca sĩ dòng nhạc Schlager người Đức, nổi tiếng trong các thập niên 1950 và 1960.
Eskens không theo nghiệp ca sĩ ngay từ đầu. Thời còn trẻ, cô là một trợ lý nha sĩ. Năm 1954, cô chiến thắng trong một cuộc thi hát do hãng thu âm Polydor Records tổ chức với bài hát "Moulin Rouge", Chiến thắng này giúp cô ký được hợp đồng thu âm ca hát với hãng Polydor, và sau đó trở thành một trong những ca sĩ danh tiếng của hãng này và của nước Đức. Album đầu tay của cô là "Ich möchte heut ausgehn". Năm 1956 và 1957, Eskens cho ra lò hai album được xếp vào danh sách bán chạy nhất đó là "Tiritomba" (bán ra hơn 800.000 đĩa) và "Cindy oh Cindy".
Margot Eskens tham gia cuộc thi Đại hội Liên hoan nhạc Schlager Đức (Deutscher Schlager-Festspiele) năm 1962 và đứng hạng 3 sau Conny Froboess và Siw Malmkvist. Năm 1966, Eskens đại diện nước Đức tham gia cuộc thi Eurovision Song Contest với bài Die Zeiger Der Uhr và đứng hạng 10.
Cho đến cuối thập niên 1980, Margot Eskens bắt đầu thu âm những bài ca Schlager mang tính truyền thống hơn và thử sức ở thể loại dân ca mới Volkstümliche, tỉ như những bài trong album Mein Traumland am Wörtherse (1990).